# Généralissime
Pour le jeu vidéo, voir Généralissime (jeu vidéo).
La dignité de généralissime (en latin generalissimus), superlatif de général, est un grade et un titre militaire ; c'est un grade de général des armées, chef suprême des armées d'un État ou d'une coalition et des autres généraux en temps de guerre.
En France, le grade de généralissime date du roi Charles IX qui le conféra au duc d'Anjou ; Richelieu le porta. Le grade fut supprimé par la loi en 1790 ; une décision ministérielle a fait revivre le titre en 1823.
Ce titre a surtout été appliqué, dans des armées composées de plusieurs nations alliées, au général appelé à prendre le commandement suprême, du consentement de toutes les puissances intéressées (par exemple dans l'Empire byzantin le δομεστικος των σχολων).

## Généralissimes célèbres
- Flavius Aetius, généralissime de toutes les légions romaines de l'empereur romain Valentinien III au Ve siècle.
- Fernando de Ávalos, généralissime des armées du Saint-Empire romain germanique de l'empereur Charles Quint au XVIe siècle.
- Albrecht von Wallenstein, mercenaire tchèque, généralissime des armées du Saint-Empire lors de la guerre de Trente Ans.
- Maurice de Saxe, maréchal général des camps et armées du roi, chef suprême des armées de Louis XV ; invaincu sur un champ de bataille.
- Alexandre Souvorov, un généralissime russe de l'époque de Catherine II et de Paul Ier qui n'a perdu aucune bataille.
- Pascal Paoli, homme politique, philosophe et général corse.
- Jacques Cathelineau, premier généralissime de l'Armée catholique et royale, du 12 juin 1793 à sa mort, le 14 juillet 1793.
- Maurice d'Elbée, deuxième généralissime de l'Armée catholique et royale, du 19 juillet 1793 à octobre 1793.
- Henri de La Rochejaquelein, troisième généralissime de l'Armée catholique et royale, à seulement 21 ans, du 19 octobre 1793 à sa mort, le 28 janvier 1794.
- François Athanase Charette de La Contrie, dernier généralissime de l'Armée catholique et royale, reconnu par Louis XVIII en juillet 1795, à sa mort le 29 mars 1796.
- Charles XIV Jean de Suède, roi de Suède, généralissime des armées suédoises en 1810 – 1818.
- Charles-Louis d'Autriche, archiduc, généralissime des armées autrichiennes au début du XIXe siècle, adversaire de Napoléon Ier.
- José María Morelos, généralissime des armées indépendantistes luttant contre les Espagnols.
- Michel de Bragance, infant de Portugal (depuis roi), généralissime, chef suprême de l'armée portugaise en 1823.
- Francisco de Miranda, généralissime des armées vénézuéliennes et dictateur militaire, général de la Révolution française, il est le seul étranger dont le nom figure sur l'Arc de triomphe à Paris.
- Ferdinand Foch, durant la Première Guerre mondiale, généralissime des armées alliées en 1918 et vainqueur de la Première Guerre mondiale.
- Francisco Franco, général et dictateur espagnol, vainqueur de la guerre civile espagnole (1936 – 1939).
- Maurice Gamelin, chef des armées françaises et du Corps expéditionnaire britannique en France en 1940 pendant la Seconde Guerre mondiale.
- Võ Nguyên Giáp,  général en chef de l'Armée populaire vietnamienne.
- Máximo Gómez,  général en chef de l’armée de libération cubaine et symbole de la solidarité entre les peuples antillais.
- Joseph Joffre, durant la Première Guerre mondiale, commandant en chef des armées françaises (1914 – 1916).
- Tchang Kaï-chek, chef des forces armées et président de la première République chinoise puis de Taïwan.
- Maxime Weygand, remplace le général Gamelin le 19 mai 1940 lors de la bataille de France.
- Kim Il-Sung, président de la république populaire démocratique de Corée, pour avoir mené les troupes nord-coréennes pendant la guerre de Corée de 1950 à 1953.

## Galerie

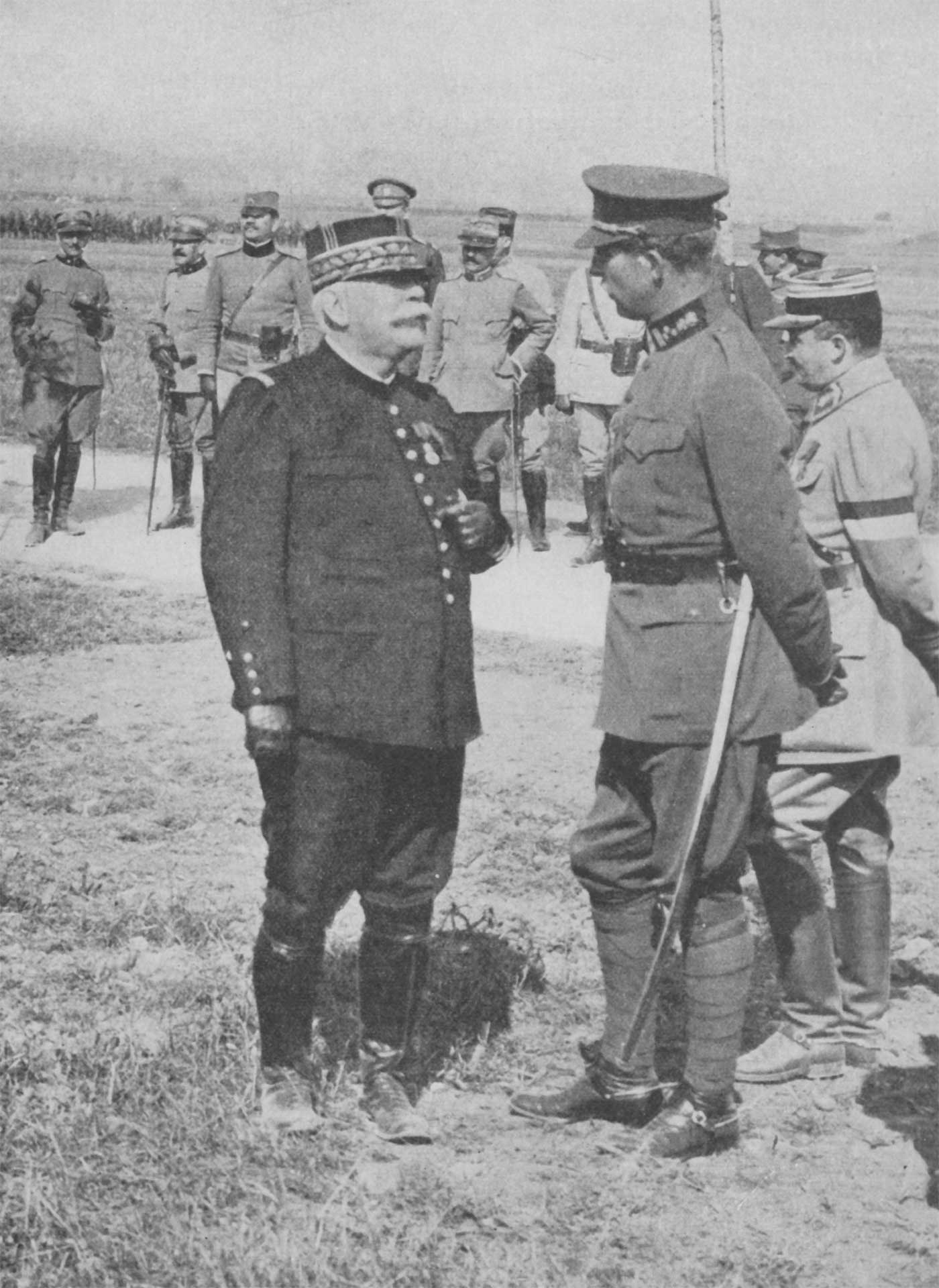
Le généralissime Joffre et Albert Ier, roi des Belges, en 1914.
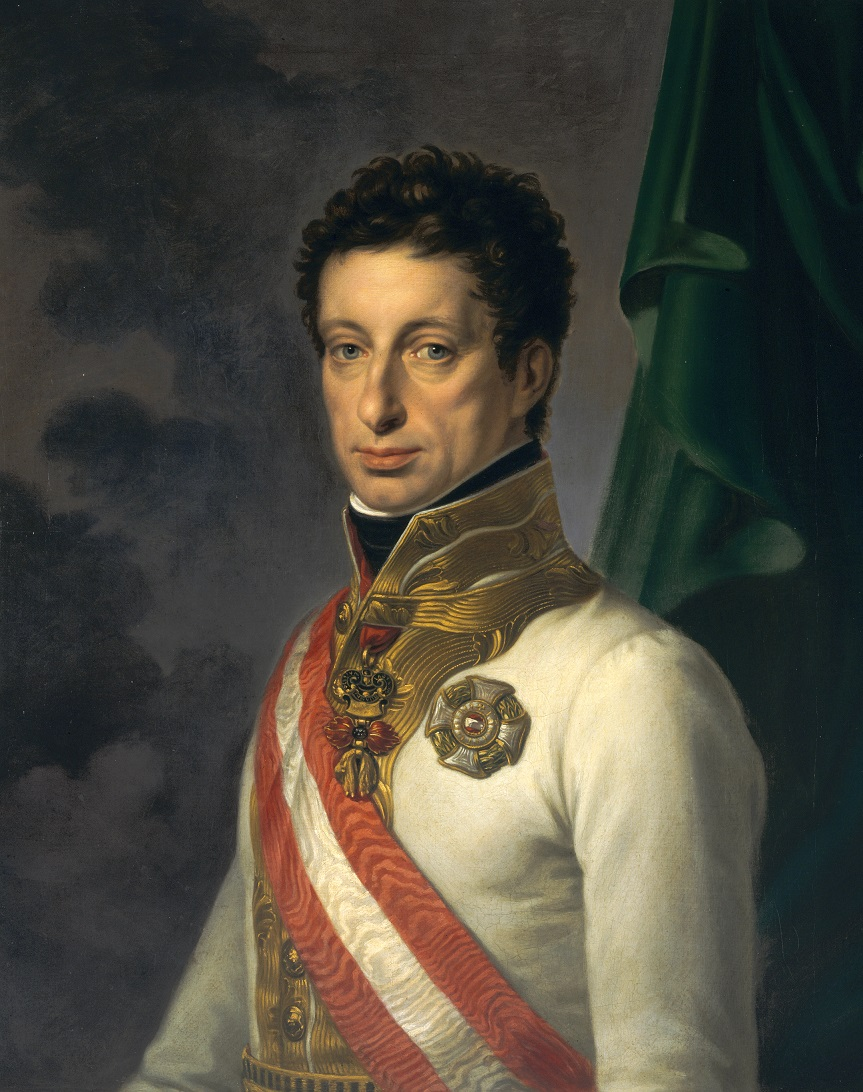
Charles-Louis d'Autriche.
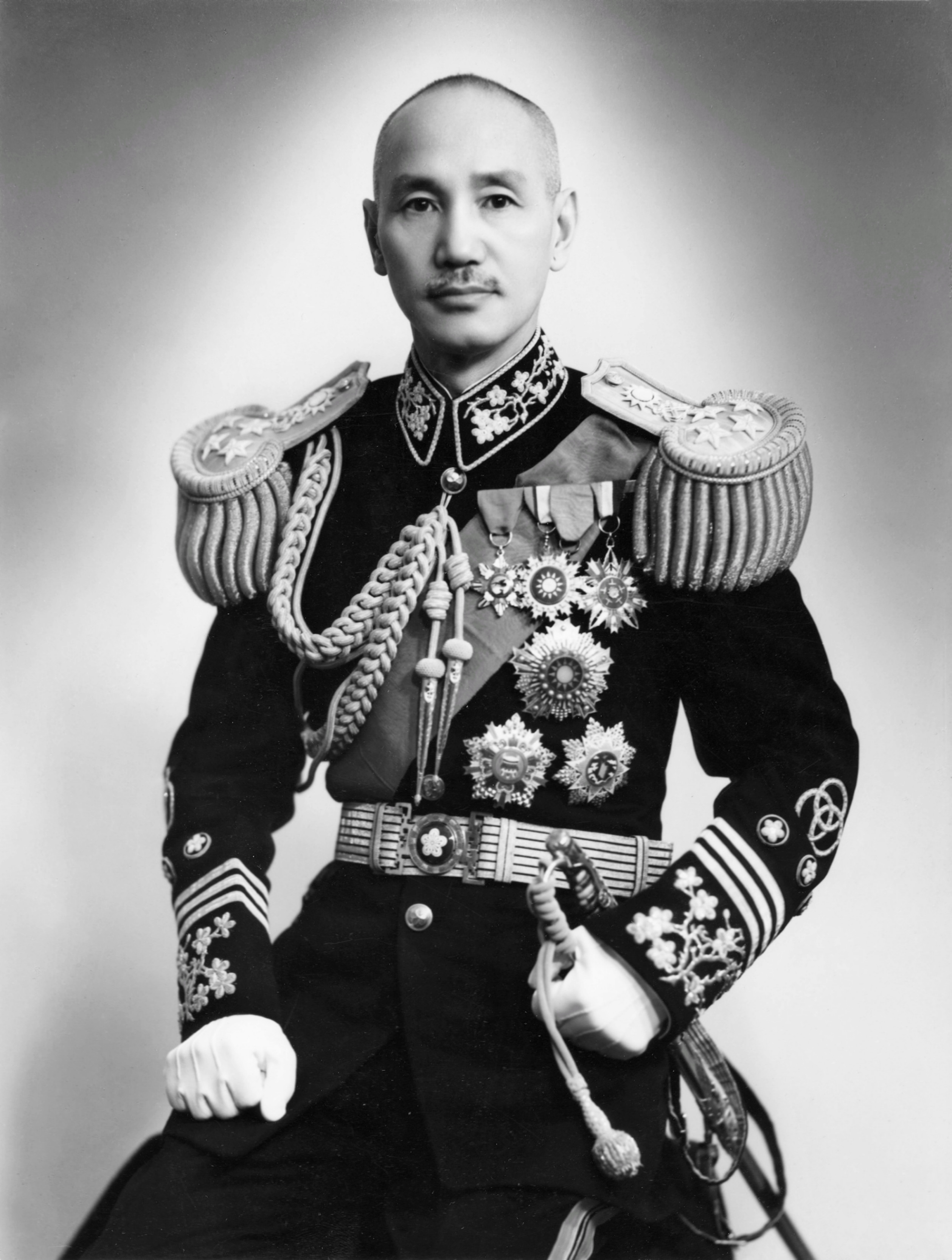
Tchang Kaï-chek.
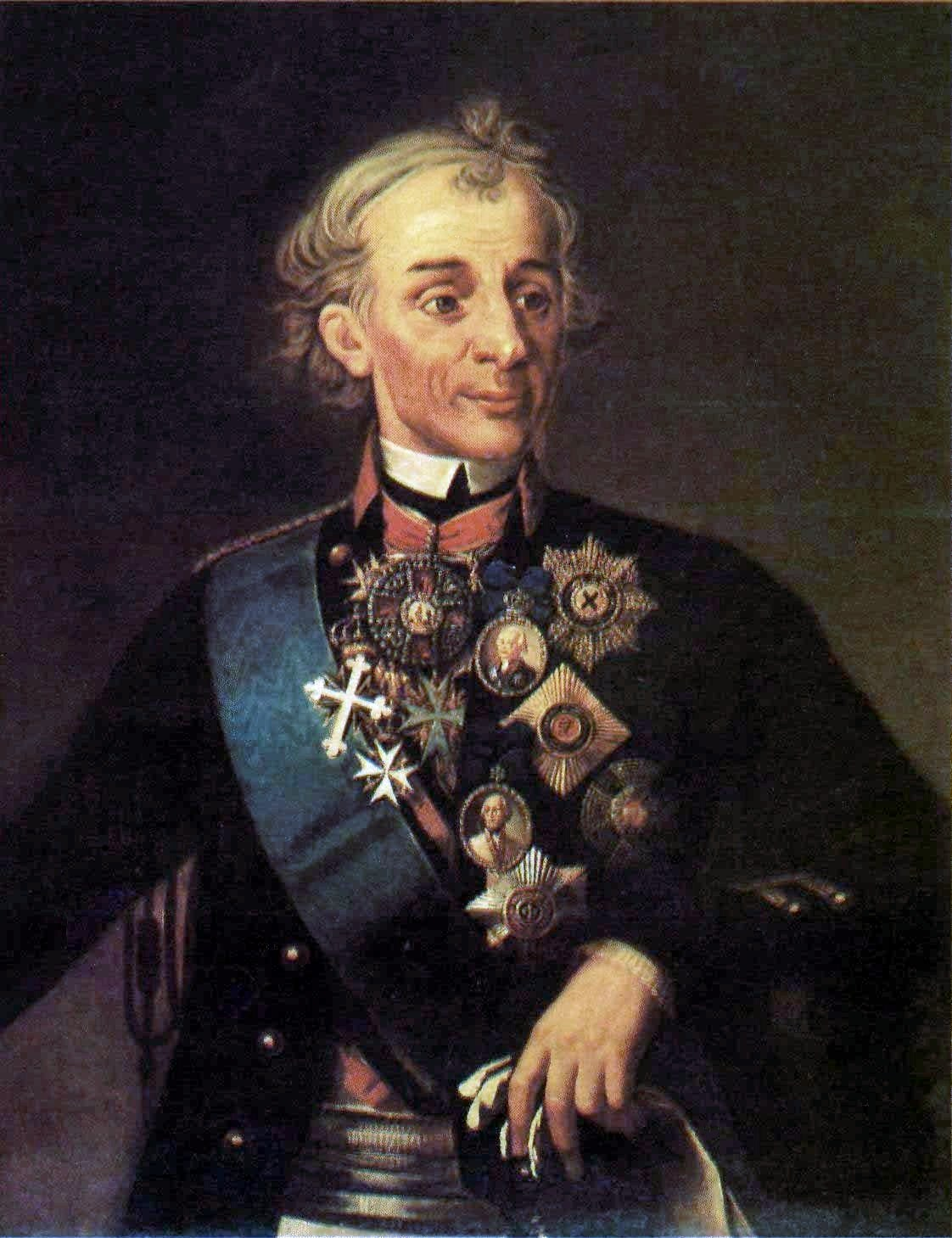
Alexandre Souvorov.